# Jardins Rosa-Luxemburg
Jardins Rosa-Luxemburg är en park i Quartier de la Chapelle i Paris artonde arrondissement. Den är uppkallad efter den polsk-tyska socialisten Rosa Luxemburg (1871–1919). Parken, som invigdes år 2014, har ingångar i hörnet vid Rue Pajol och Rue Riquet (huvudingång) samt vid Esplanade Nathalie-Sarraute och Pont de la Rue Riquet.

## Bilder
| - Rosa Luxemburg. - Jardins Rosa-Luxemburg. - Parkens skylt. - Jardins Rosa-Luxemburg. |

## Omgivningar
- Saint-Denys de la Chapelle
- Sainte-Jeanne-d'Arc
- Jardins d'Éole
- Square Marc-Séguin
- Square Françoise-Hélène-Jourda
- Bois Dormoy

## Kommunikationer
- Tunnelbana – linjerna  – Marx Dormoy
- Busshållplats Pajol – Riquet – Paris bussnät

### Webbkällor
- ”Jardins Rosa-Luxemburg” (på franska). Paris.fr. Arkiverad från originalet den 12 oktober 2022. https://archive.ph/33EGY. Läst 12 oktober 2022.
- ”Jardins Rosa-Luxemburg”. Les rues de Paris. https://web.archive.org/web/20190901222055/http://www.parisrues.com/rues18/paris-18-jardins-rosa-luxemburg.html. Läst 12 oktober 2022.